# Yan (Fußballspieler, 1998)
Yan Matheus Santos Souza (* 4. September 1998 in Alagoinhas), auch bekannt als Yan, ist ein brasilianischer Fußballspieler.

## Karriere

### Verein
Yan erlernte das Fußballspielen in den brasilianischen Jugendmannschaften von EC Vitória und Palmeiras São Paulo. Von 2015 bis 2017 kam er als Jugendspieler für Vitória dreimal in der zweiten Liga sowie einmal in der ersten Liga zum Einsatz. 2016 gewann er mit Vitória die Staatsmeisterschaft von Bahia. Seinen ersten Profivertrag unterschrieb er am 1. Januar 2019 beim Erstligisten Palmeiras São Paulo. Von Februar 2019 bis Juni 2019 wurde er an den portugiesischen Zweitligisten GD Estoril Praia ausgeliehen. Für den Verein aus Estoril bestritt er 13 Zweitligaspiele. Im Anschluss wurde er von Juli 2019 bis Juli 2020 an den brasilianischen Zweitligisten Sport Recife ausgeliehen. Der Moreirense FC, ein Erstligist aus Portugal, lieh ihn von August 2020 bis August 2022 aus. Für den Erstligisten aus Moreira de Cónegos stand er 59-mal auf dem Spielfeld. Nach Vertragsende in Palmeiras ging er im August 2022 nach Japan. Hier schloss er sich dem Erstligisten Yokohama F. Marinos aus Yokohama an. Am Ende der Saison feierte er mit den Marinos die japanische Meisterschaft. Am 11. Februar 2023 trat er im Supercup gegen den Pokalsieger Ventforet Kofu. Das Spiel im Nationalstadion von Tokio wurde gewannen die Marinos mit 2:1. Am Ende der Saison 2023 feierte er mit den Marinos die Vizemeisterschaft.

### Nationalmannschaft
Yan spielte 2015 einmal für die brasilianische U17-Nationalmannschaft. Hier kam er in einen Freundschaftsspiel am 2. Dezember 2015 gegen die niederländische U16-Nationalmannschaft zum Einsatz.

## Erfolge
EC Vitória
- Staatsmeisterschaft von Bahia: 2016

Yokohama F. Marinos
- Japanischer Meister: 2022
- Japanischer Vizemeister: 2023
- Japanischer Supercup-Sieger: 2023